# Резнік Ігор Йосипович
Ігор Йосипович Резнік (нар. 22 червня 1945, Одеса, Українська РСР, СРСР) — український політик. Народний депутат України IV скликання у період з квітня 2002 року — до квітня 2006 року.

## Життєпис
Ігор Йосипович Резнік народився 22 червня 1945 року в українському місті Одеса, що на той час входило до складу Української РСР СРСР у родині Йосипа Юхимовича й Єлизавета Йосипівна Резніків.
1974 року закінчив Одеський інженерно-будівний інститут (нині — Одеська державна академія будівництва та архітектури), інженер-будівельник, за спеціальністю «Промислове і цивільне будівництво».
- З вересня 1961 — оптик-шліфувальник на заводі «Кінап» міста Одеси.
- З вересня 1964 — служба в армії.
- З листопада 1967 — оптик-шліфувальник на заводі «Кінап».
- З вересня 1972 — технік, головний інженер, ЖЕК-18 Центрального району Одеси.
- З лютого 1976 — виконроб, головний інженер РБУ, Управління житлово-комунального господарства Одеського міського виконавчого комітету.
- З квітня 1982 — заступник начальника, управління «Монтажхімзахист».
- З травня 1985 — інженер житлово-експлуатаційного управління Жовтневого районного виконавчого комітету Одеси.
- З червня 1989 — голова, кооператив «Каталька».
- З червня 1992 — начальник відділу обміну валют операцій комерційного банку «Порто-Франко».
- З липня 1994 — голова Жовтневого районного виконавчого комітету міста Одеси.
- З серпня 1998 — голова Жовтневої районної адміністрації виконавчого комітету Одеської міськради.

Був членом СДПУ(О).
Самовисунувся та був обраний на виборчому окрузі № 135, Одеської області. У результаті голосування Резнік поміж 16 суперників отримав 12.66 % голосів «За». На час виборів був голової Жовтневої районної адміністрації міста Одеси, член Партії регіонів. У парламенті — член фракції «Єдина Україна» (у період з травня до червня 2002 року), член групи «Демократичні ініціативи» (у період з червня 2002 року до травня 2004 року), уповноважений представник групи «Демократичні ініціативи Народовладдя» (з травня 2004 року), уповноважений представник групи «Демократичні ініціативи» (у період з вересня 2004 року до липня 2005 року), член фракції НП (у період з липня до жовтня 2005 року). Голова підкомітету з питань житлово-комунального господарства Комітету з питань будівництва, транспорту, житлово-комунального господарства і зв'язку (з червня 2002 року).

## Нагороди та почесні звання
- Почесна грамота Кабінету Міністрів України (грудень 2003 року);
- Заслужений працівник сфери послуг України (червень 2004 року).

## Особисте життя
- Йосип Юхимович Резнік (нар. 1908 — пом. 1986) — батько Ігора Йосиповича.
- Єлизавета Йосипівна Резнік (нар. 1912 — пом. 1988) — мати Ігора Йосиповича.
- Тамара Михайлівна Жаркова (нар. 1947) — дружина Ігора Йосиповича, економіст.
- Олена Ігорівна Резнік — дочка Ігора Йосиповича та Тамари Михайлівни.

Захоплюється футболом.